# Catherine Thys
Catherine Thys est une religieuse cistercienne qui fut la 19e abbesse de l'abbaye de la Cambre.